# Trône du Paon
Pour les articles homonymes, voir Trône (homonymie).

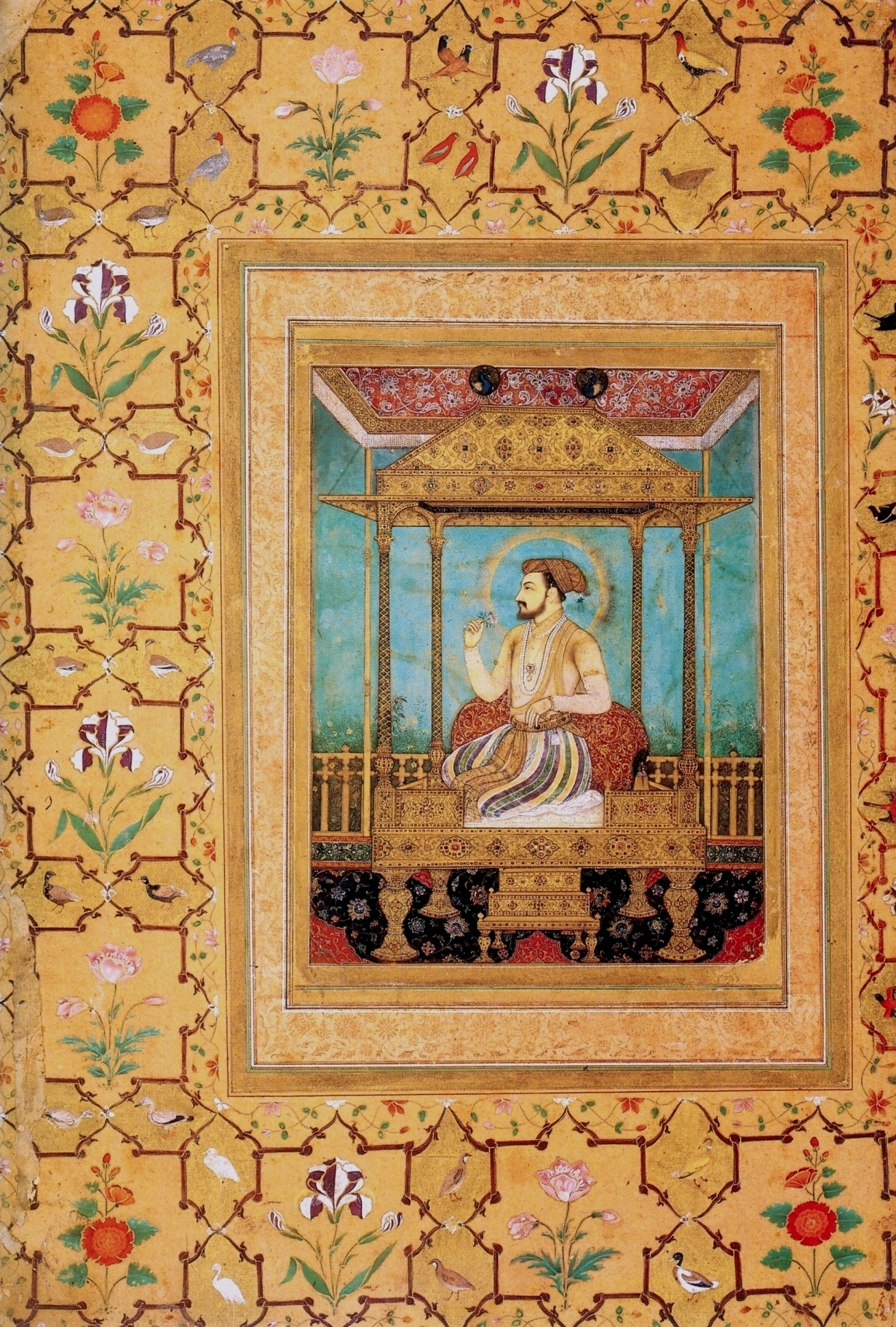
Portrait de Shâh Jahân sur le trône du Paon (circa. 1635).

Le trône du Paon (en persan : تخت طاووس, Taxt-e Tâvus) est le nom d'un trône à l'origine moghol, plus tard entré en possession du chah de Perse Nâdir Afchâr avant de disparaître.

## Histoire
Le nom vient de la forme du trône, derrière lequel se tiennent les représentations de deux paons debout, parures déployées, le tout orné de saphirs, rubis, émeraudes, perles et autres pierres précieuses de couleurs aptes à symboliser la vie. Le trône avait été créé pour l'empereur moghol (Hindustani) Shah Jahan au XVIIe siècle, et était dans la halle d'audience publique (le Diwan-i-Am du Palais de Shahjahanabad) dans sa capitale impériale, Delhi.
Le voyageur français Jean-Baptiste Tavernier, qui vit Delhi en 1665, explique que « le trône est à peu près de la forme et de la grandeur de nos lits de camps » (le trône est un takht, c'est-à-dire une plate-forme ou un lit), long de 1,80 m et large de 1,20 m, supporté par quatre pieds dorés de 50 à 70 cm de hauteur. Au-dessus des pieds s'élevaient douze colonnes qui supportaient la canopée (le ciel du trône) ; les pieds étaient décorés de croix de rubis et d'émeraudes, ainsi que de diamants et de perles. Il y avait en tout 108 grands rubis sur le trône, et 116 émeraudes, mais beaucoup ont disparu au cours du temps. Les douze colonnes soutenant la canopée étaient décorées de rangées de splendides perles, et Tavernier considérait que c'était là la partie la plus précieuse du trône. En fin négociant, Tavernier évalue ce chef-d'œuvre en or massif, serti de 26 733 pierres précieuses, à 12 millions de livres tournois, ce qui équivaut à  la somme dépensée pour la construction du château de Versailles entre 1660 et 1680.
Le Shahanshah Nader Shah envahit l'empire moghol en 1738 et revint en Iran avec le trône du Paon ainsi que d'autres trésors, et en particulier les plus grands diamants du monde Koh-i Nor et Daria-e nour, pris en tant que tribut de l'empereur moghol Muhammad Shâh. 
Depuis lors, le terme « trône du Paon » est utilisé pour désigner non seulement le trône, mais aussi la monarchie iranienne elle-même.
Après que Nader Chah eut été assassiné en 1747, le trône original du paon fut détruit dans le chaos qui s'ensuivit. Cependant, les trônes suivants furent appelés trône du Paon, bien qu'ils aient plus ressemblé à une chaise qu'à une plateforme. Un exemple de ce type de trônes est le trône Naderi, construit en 1812 pour Fath Ali Chah Qadjar. Un autre trône, construit en 1836 pour Mohammad Chah Qadjar, était aussi appelé trône du Paon.

## Sources et liens externes
Les six voyages de Jean-Baptiste Tavernier en Turquie, en Perse et aux Indes. Paris, 1681. Voir Seconde partie, Livre second, chapitre VIII, p. 219-220. lire en ligne
 (en) « Trône du Paon », dans Encyclopædia Britannica , 1911 (lire sur Wikisource). - Delhi
- Le trône du paon
- Le trône Naderi Un trône ultérieur basé sur le trône du paon
- Le trône Naderi